# エノケンの爆笑劇場
『エノケンの爆笑劇場』（エノケンのばくしょうげきじょう）は、1960年5月2日から同年6月27日まで日本テレビ系列局で放送されていた日本テレビ製作のコメディ番組である。猪越金銭登録機の一社提供。全8回。放送時間は毎週月曜 19:30 - 20:00 （日本標準時）。

## 概要
榎本健一がレギュラー出演し、ホームコメディ・サスペンスコメディ・時代劇コメディなどのさまざまな演目に挑戦していた番組。ゲストには、毎回東京喜劇人協会（現・日本喜劇人協会）に所属する俳優陣を招いていた。

## 放送リスト
| 回 | 放送日  | サブタイトル           |
| -- | ------- | ---------------------- |
| 1  | 5月2日  | 俺たちにまかせろ！     |
| 2  | 5月9日  | 笑った奴が犯人だ！     |
| 3  | 5月16日 | あいつがこいつ         |
| 4  | 5月23日 | レディ・セカンド       |
| 5  | 5月30日 | ヨウキ博士とズウズウ氏 |
| 6  | 6月6日  | ダイヤと名探偵         |
| 7  | 6月13日 | 外人ホテル             |
| 8  | 6月27日 | 睨んだ眼               |